# Giyasly (Agdam)
Giyasly ou Qiyaslı est un village situé dans le raion d'Agdam en Azerbaïdjan.

## Géographie
Le village est établi dans la plaine à 3 km au nord du centre d'Agdam, près du Haut-Karabagh.

## Histoire
Il doit son nom à une communauté de pasteurs du XIXe siècle qui passait l'hiver dans la plaine du Karabagh et l'été dans le Zanguezour. Il a la même origine que le village homonyme situé dans la région de Qubadli.
En 1994, lors de la première guerre du Haut-Karabagh, le village est occupé par les forces arméniennes et en grande partie détruit. Il est repris en 2020 par les forces azerbaïdjanaises, à l'issue de la défaite arménienne dans la deuxième guerre du Haut-Karabagh. Conformément à l'accord de cessez-le-feu, le raion d'Agdam, auquel appartient le village, est restitué à l'Azerbaïdjan le 20 novembre.
Le village abrite une mosquée construite au XVIIIe siècle, endommagée à la suite de la guerre du Haut-Karabagh et restaurée en 2025.